# Anatole Kanyenkiko
Anatole Kanyenkiko (nascido em 1952) foi primeiro-ministro do Burundi de 7 de fevereiro de 1994 a 22 de fevereiro de 1995. De etnia tutsi da província de Ngozi, Kanyenkiko era membro do partido União para o Progresso Nacional (UPRONA).